# Elfriede Gerstl
Elfriede Gerstl (Viena, 16 de junio de 1932-9 de abril de 2009) fue una escritora, poeta, dramaturga, ensayista, autora de poesía experimental, miembro fundadora de la GAV (Asociación Austriaca de Escritores, Graz) y miembro de la Sociedad de Defensa de los Intereses de los Escritores Austriacos.
Gerstl, que era judía, nació en Viena, donde su padre trabajaba como dentista. Sobrevivió a los años de la guerra escondiéndose en diferentes lugares con su madre y evitando así los campos de concentración. Después de la guerra comenzó a estudiar medicina y psicología en la Universidad de Viena, pero terminó sus estudios después del nacimiento de su hija.
Durante la década de 1950 se involucró en la escritura, y publicó su primer trabajo en la revista Neue Wege en 1955. Su primer libro publicado fue Gesellschaftsspiele mit mir, una colección de poemas y prosa corta que salió en 1962. En 1963 Gerstl se trasladó a Berlín Occidental, donde recibió una beca de la Literarisches Colloquium Berlin. Mientras vivía en Berlín, de 1968 a 1969, escribió la novela Spielräume (Espacios de libertad), que no se publicó hasta 1977. Permaneció en Berlín hasta 1972, cuando regresó a Viena.
El trabajo de Gerstl abarcó varios géneros diferentes, incluyendo poemas, ensayos y cuentos cortos. Era una feminista devota, y en gran parte de sus escritos examina el tema de los roles de género. Miembro fundadora de la GAV (Asociación Austriaca de Escritores, Graz) además miembro de la Sociedad de Defensa de los Intereses de los Escritores Austriacos.
Ha recibido numerosos premios y reconocimientos. A su muerte en 2009, la ministra austriaca de cultura Claudia Schmied, dijo que la literatura en lengua alemana había perdido una importante contribuyente. Su compatriota y buena amiga, la premio Nobel Elfriede Jelinek también comentó que, a pesar de las experiencias trágicas de su vida, Gerstl siempre había tenido la capacidad de escribir en un tono ligero e ingenioso. Gerstl se casó en 1960 con el autor y editor de radio Gerald Bisinger, con quien tuvo una hija.

## Obras (selección)
- Jugando conmigo misma, poemas y prosa breve (1962)
- Márgenes, novela (1977)
- Mixturas vienesas (1982)
- Antes de llegar, poemas de viaje, edición multilingüe inglés-alemán-francés-italiano (1988)
- Debajo de un sombrero, poemas y ensayos (1993)
- Mi jardín de papel, poemas (2006)

## Premios
- Premio Georg Trakl de Poesía (1999)[2]
- Medalla de Oro honorífica de la Ciudad de Viena (2002)[2]
- Premio Heimrad Bäcker (2007)[2]